# Bee Gees’ Biggest

## Közreműködők
- Barry Gibb – ének, gitár
- Maurice Gibb – ének,  gitár, zongora, basszusgitár
- Colin Petersen – dob
- stúdiózenészek
- Vince Melouney – gitár

## A lemez dalai
- I Started a Joke  (Barry, Robin és Maurice Gibb) (1968), mono 3:03 , ének: Robin Gibb
- Words  (Barry, Robin és Maurice Gibb) (1967), mono 3:13, ének: Barry Gibb
- Massachusetts  (Barry, Robin és Maurice Gibb) (1967), mono 2:19, ének: Barry Gibb, Robin Gibb
- First of May  (Barry, Robin és Maurice Gibb) (1968), mono 2:50, ének: Barry Gibb